# Gold (álbum de The Cranberries)
Gold es un álbum de grandes éxitos (recopilatorio) de la banda irlandesa The Cranberries, publicado el 11 de marzo de 2008 como parte de la serie de oro de Universal Music. Fue lanzado un año después que el DVD Gold the Videos.

## Lista de canciones

### Disco 1
1. Dreams – 4:33
2. Sunday - 3:32
3. Pretty - 2:17
4. How - 2:53
5. Not Sorry - 4:21
6. Linger – 4:36
7. Liar - 2:23
8. Zombie – 5:08
9. Ode to My Family – 4:31
10. I Can't Be with You – 3:09
11. Empty - 3:28
12. Everything I Said - 3:53
13. Ridiculous Thoughts – 4:33
14. Dreaming My Dreams - 3:37
15. Daffodil Lament – 6:06
16. So Cold In Ireland - 4:44

### Disco 2
1. Salvation – 2:24
2. Free to Decide – 4:25
3. When You're Gone – 4:57
4. Hollywood – 5:08
5. Cordell - 3:40
6. Animal Instinct - 3:32
7. Promises - 5:28
8. You & Me – 3:35
9. Just My Imagination – 3:42
10. Never Grow Old - 2:36
11. Analyse – 4:11
12. Time is Ticking Out – 3:01
13. This is The Day – 4:15
14. New New York – 4:09
15. Stars – 3:31